# Petrus Marius Molijn
Petrus Marius Molijn (Rotterdam, 9 juli 1819 - Antwerpen, 28 april 1849) was een Nederlands kunstschilder, etser en lithograaf. Hij woonde en werkte een belangrijk deel van zijn leven in de stad en provincie Antwerpen.

## Biografie
Hij wordt ook wel Pieter Marius Molijn genoemd, wat niet verward moet worden met de 17e-eeuwse kunstschilder Pieter (de) Molijn (1595-1661).
Molijn werd in Rotterdam geboren en volgde een kunstopleiding aan de Koninklijke Academie voor Schone Kunsten in Antwerpen. In deze regio is hij blijven werken en wonen. Hij leerde het vak van Ferdinand De Braekeleer (1792-1883), Jan Hendrik van Grootvelt en Henri Leys.
Hij schilderde landschappen, interieurs, genrevoorstellingen en stillevens, en werkte met olieverf. Daarnaast liet hij lithografieën en etsen na. Hij werd in 1845 lid van de Koninklijke Academie van Beeldende Kunsten van Amsterdam.
Hij overleed in 1849 in Antwerpen op 29-jarige leeftijd. Na zijn dood werd een monument voor hem opgericht in Antwerpen.

## Galerij

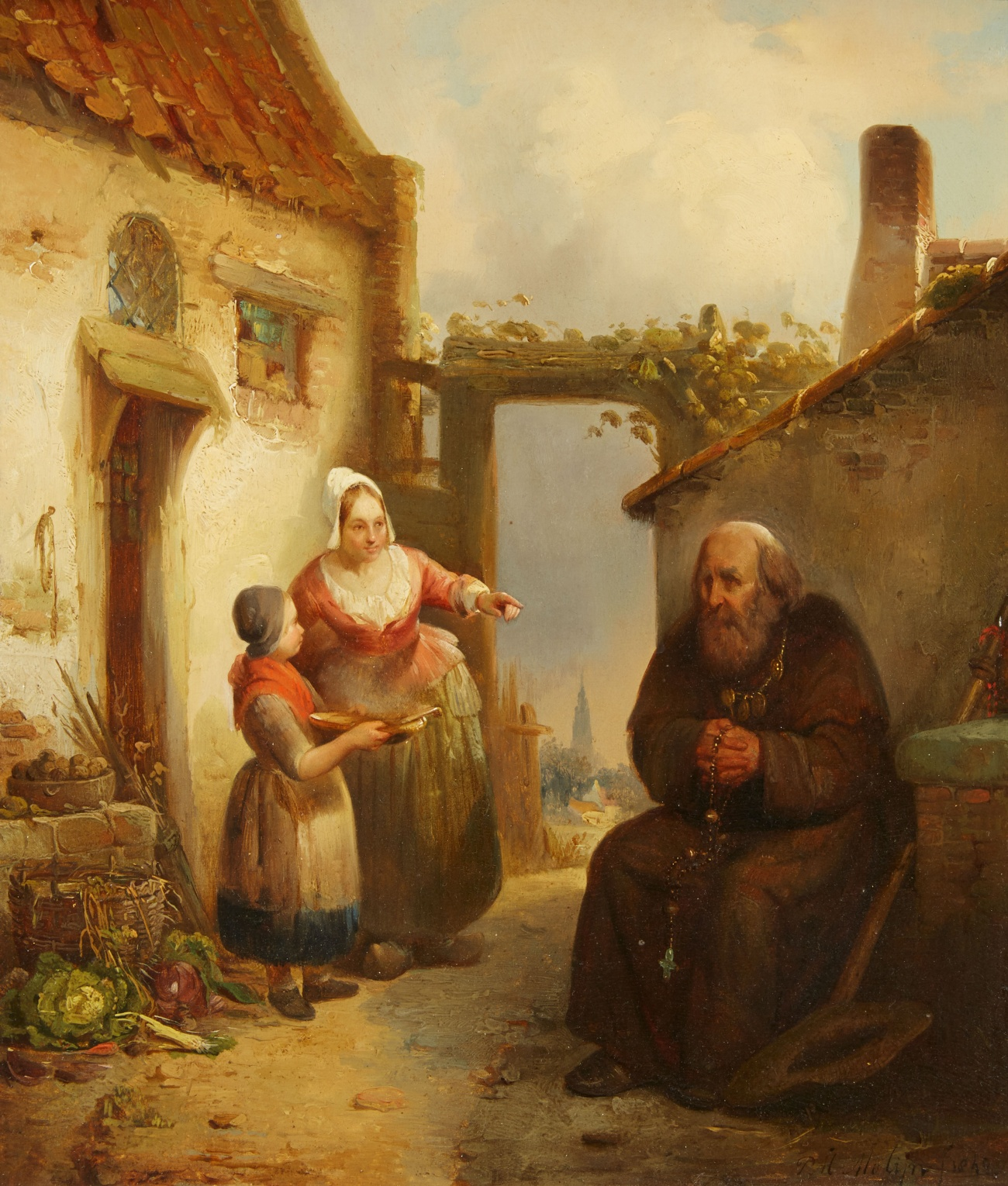
De bedelmonnik, 1840
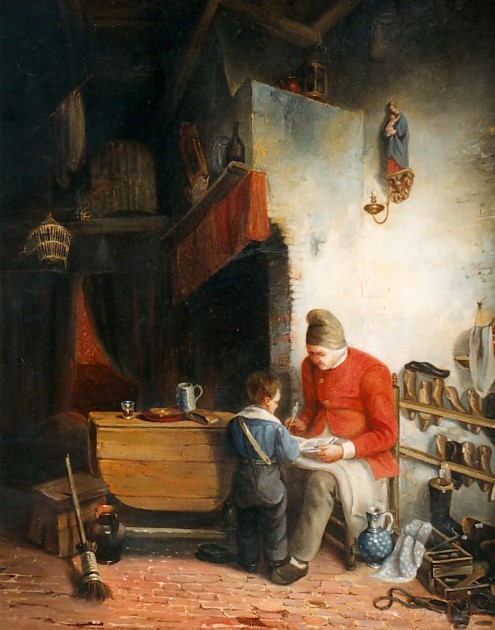
Schoenlapper, 1842
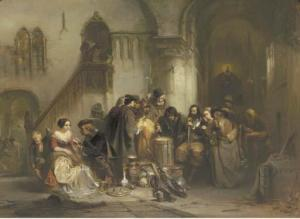
Dobbelstenen werpen, 1848

- Biografisch Portaal: 96891488
- Digitale Bibliotheek voor de Nederlandse Letteren: moly004
- Gemeinsame Normdatei: 1050991907
- International Standard Name Identifier: 0000 0000 6842 8901
- RKD-Nederlands Instituut voor Kunstgeschiedenis: 56688
- Union List of Artist Names: 500023116
- Virtual International Authority File: 95823734
- WorldCat: E39PBJp68Pyd9jymdXBjcCChHC